# Youssouf Ouédraogo

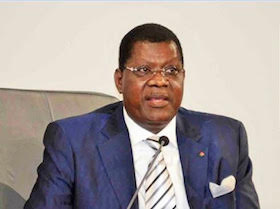
Youssouf Ouédraogo (2015)

Youssouf Ouédraogo (* 25. Dezember 1952; † 18. November 2017 in Abidjan, Elfenbeinküste) war ein Politiker aus Burkina Faso.
Ouédraogo war Mitglied der regierenden Kongresspartei (CDP). 1992 wurde er zum ersten Premierminister Burkina Fasos seit 1983 gewählt. Ouédraogo amtierte vom 16. Juni 1992 bis zum 22. März 1994. Im Jahr 1999 wurde er zum Außenminister des Landes ernannt, bis er im Juni 2007 von Djibril Bassolé in diesem Amt abgelöst wurde. Im selben Jahr wurde er als Abgeordneter in die Nationalversammlung gewählt.
Er war Mitglied der Académie royale des Sciences, des Lettres et des Beaux-Arts de Belgique.